# Diocèse de Hyderabad
Ne doit pas être confondu avec Archidiocèse d'Hyderabad.
Le diocèse de Hyderabad (lat : Dioecesis Hyderabadensis in Pakistan) est une circonscription ecclésiastique de l'Église catholique au Pakistan, dans la province du Sind. Érigé en 1958, il couvre une population catholique estimée à environ 47 000 fidèles.
Son siège est la cathédrale Saint-François-Xavier à Hyderabad.

## Histoire
Le diocèse de Hyderabad est érigé par la bulle Eius in Terris de Pie XII du 28 avril 1958, recevant son territoire de l'archidiocèse de Karachi, dont il est suffragant. Il comprend des territoires des régions de Hyderabad, Larkana et Sukkur. Le siège épiscopal se trouve à la cathédrale Saint-François-Xavier de Hyderabad.
Une portion de territoire en est séparée pour former, en 2001, la préfecture apostolique de Quetta.
Le jubilé d'or du diocèse a été célébré le 23 août 2007 en présence de 50 000 catholiques.
Le diocèse possède plusieurs établissements d'enseignement et l'hôpital Sainte-Élisabeth fondé en 1958.
Une grande partie des fidèles appartiennent à des minorités ethniques tribales. Le diocèse tourne son apostolat vers des tribus de l'intérieur de la province de Sind. Il comprend 19 paroisses, dont huit desservent les communautés tribales. Il y avait douze prêtres diocésains dans le diocèse en 2016. Des sociétés religieuses et missionnaires - hommes et femmes - y sont également actifs, tels les Spiritains, les Franciscains, les  prêtres missionnaires de Mill Hill et de la Société missionnaire de Saint Colomban.

## Ordinaires
- James Cornelius van Miltenburg, O.F.M. † (28 avril 1958 - 10 mars 1966)
- Bonaventure Patrick Paul (de) OFM † (13 avril 1967 - 1er septembre 1990)
- Joseph Coutts (1er septembre 1990 - 27 juin 1998)
- Max John Rodrigues (3 décembre 1999 - 16 décembre 2014)[2]
- Samson Shukardin OFM, (depuis le 16 décembre 2014)

## Enseignement

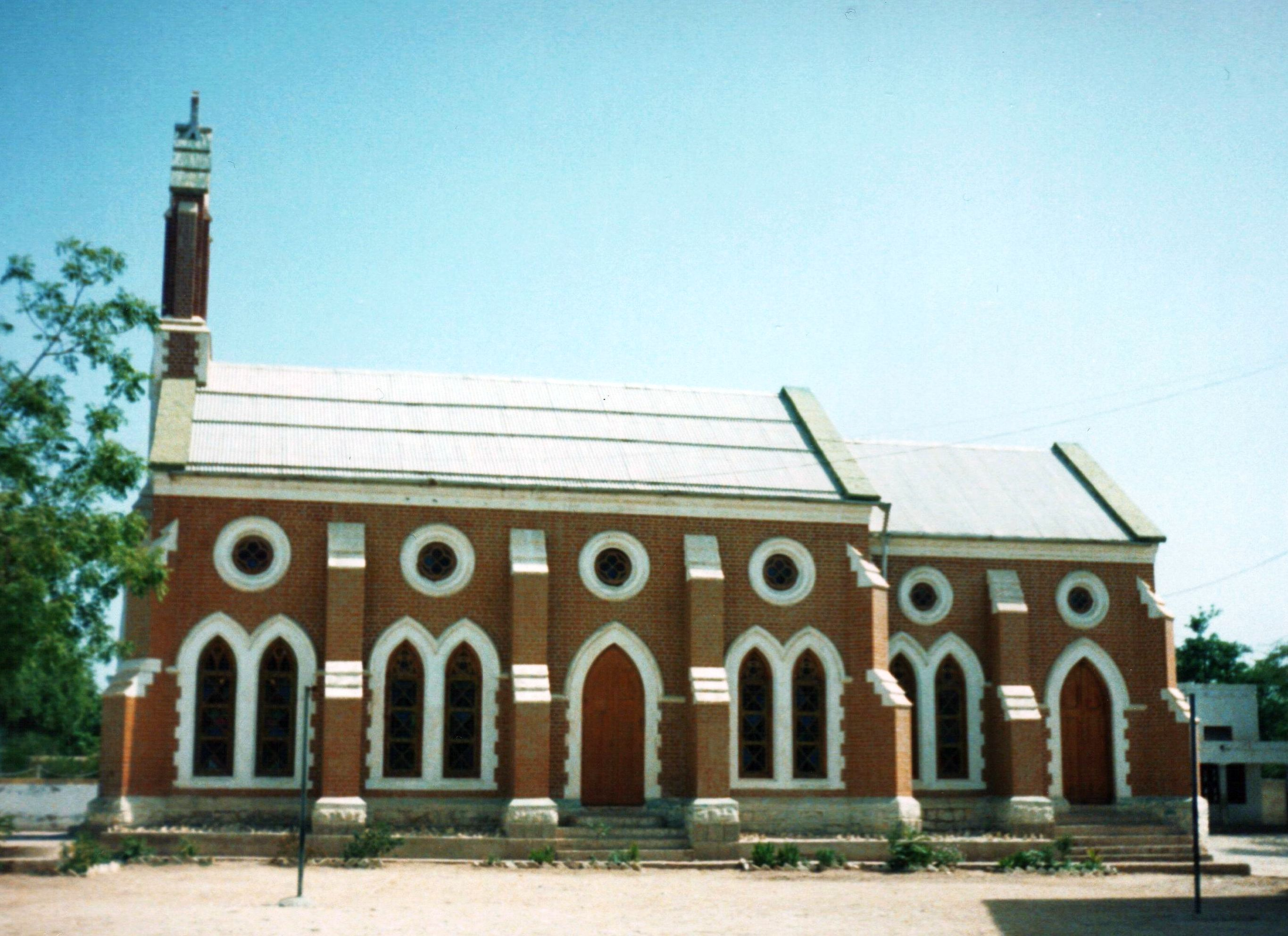
L'église Sainte-Marie de Sukkur, dépendante du diocèse.

Le diocèse à travers le Catholic Board of Education (CBE HYD) intervient dans la gestion et l'enseignement de 17 écoles primaires, 4 écoles élémentaires et 9 écoles secondaires, la plupart des institutions étant dirigées par des religieuses. Il s'occupe aussi de 6 foyers et internats, particulièrement tournés vers les enfants des communautés ethniques minoritaires (tribales).

## Statistiques
En 2013, le diocèse comptait 47 242 baptisés pour 22 309 840 d'habitants (0,2 %), 26 prêtres dont 10 diocésains et 16 réguliers, 24 religieux et 65 religieuses dans 15 paroisses.